# Araneus ogatai
Araneus ogatai là một loài nhện trong họ Araneidae.
Loài này thuộc chi Araneus. Araneus ogatai được miêu tả năm 2001 bởi Tanikawa.